# Paral·lel 44° sud
El paral·lel 44° sud és una línia de latitud que es troba a 44 graus sud de la línia equatorial terrestre. Travessa l'oceà Atlàntic, l'Oceà Índic, l'Oceà Pacífic i Amèrica del Sud.
En aquesta latitud el sol és visible durant 15 hores, 29 minuts durant el solstici d'hivern i 8 hores, 53 minuts durant el solstici d'estiu.

## Geografia
En el sistema geodèsic WGS84, al nivell de 44° de latitud sud, un grau de longitud equival a 80,206 km; la longitud total del paral·lel és de 28.874 km, que és aproximadament 72,0% de la de l'equador, del que es troba a 4.874 km i a 5.128 km del pol Sud

## Arreu del món
A partir del Meridià de Greenwich i cap a l'est, el paral·lel 44° sud passa per: 
| Coordenades                               | País. Territori o mar | Notes                                  |
| ----------------------------------------- | --------------------- | -------------------------------------- |
| 44° 0′ S, 0° 0′ E / 44.000°S,0.000°E      | Oceà Atlàntic         |                                        |
| 44° 0′ S, 20° 0′ E / 44.000°S,20.000°E    | Oceà Índic            |                                        |
| 44° 0′ S, 147° 0′ E / 44.000°S,147.000°E  | Oceà Pacífic          | Mar de Tasmània                        |
| 44° 0′ S, 168° 30′ E / 44.000°S,168.500°E | Nova Zelanda          | Illa del Sud, passa al sud d'Ashburton |
| 44° 0′ S, 171° 56′ E / 44.000°S,171.933°E | Oceà Pacífic          |                                        |
| 44° 0′ S, 176° 39′ O / 44.000°S,176.650°O | Nova Zelanda          | Illa Chatham/Rekohu                    |
| 44° 0′ S, 176° 24′ O / 44.000°S,176.400°O | Oceà Pacífic          |                                        |
| 44° 0′ S, 74° 15′ O / 44.000°S,74.250°O   | Xile                  | Arxipèlag de Guaitecas                 |
| 44° 0′ S, 73° 36′ O / 44.000°S,73.600°O   | Golf de Corcovado     |                                        |
| 44° 0′ S, 73° 16′ O / 44.000°S,73.267°O   | Xile                  |                                        |
| 44° 0′ S, 71° 44′ O / 44.000°S,71.733°O   | Argentina             |                                        |
| 44° 0′ S, 65° 15′ O / 44.000°S,65.250°O   | Oceà Atlàntic         |                                        |